# Stadtarchiv Königsberg

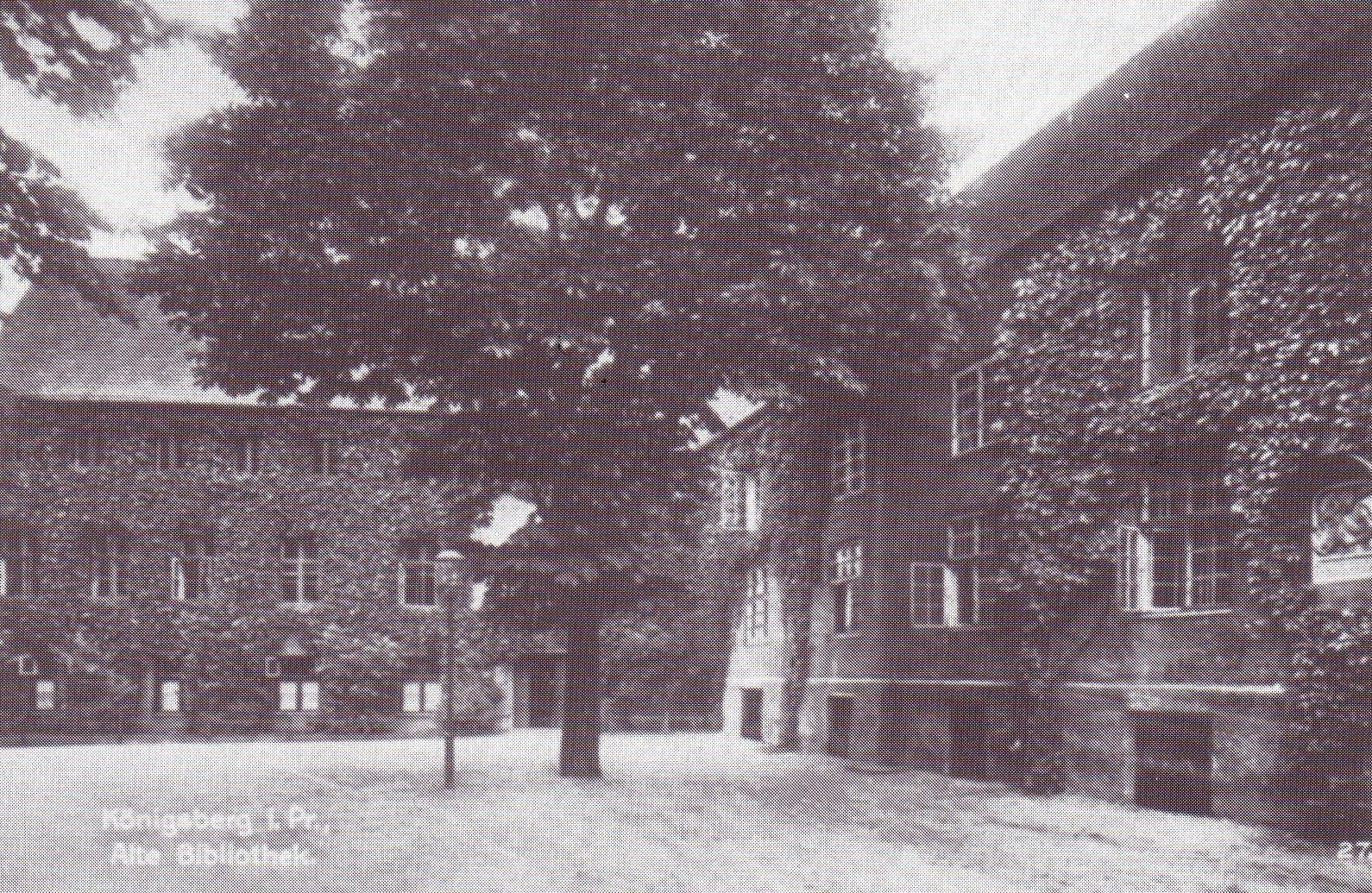
Collegium Albertinum mit Bibliothek und Archiv im Nordflügel (li.)

Das Stadtarchiv Königsberg war das Archiv von Königsberg (Preußen).

## Geschichte
Seit 1724 war es im Altstädtischen Rathaus untergebracht. 1875 wurde es in das Collegium Albertinum in Kneiphof verlegt. 
Leiter waren August Wittich (1875–1897), Ernst Seraphim (1911), Christian Krollmann (1924) und Fritz Gause (1938).
Da das Stadtarchiv auf Befehl des Gauleiters Erich Koch 1944 nicht ausgelagert werden durfte, fielen alle Archivalien den britischen Luftangriffen auf Königsberg und der Eroberung Königsbergs durch die Rote Armee im Winter 1945 zum Opfer.